# John Mark Dougan

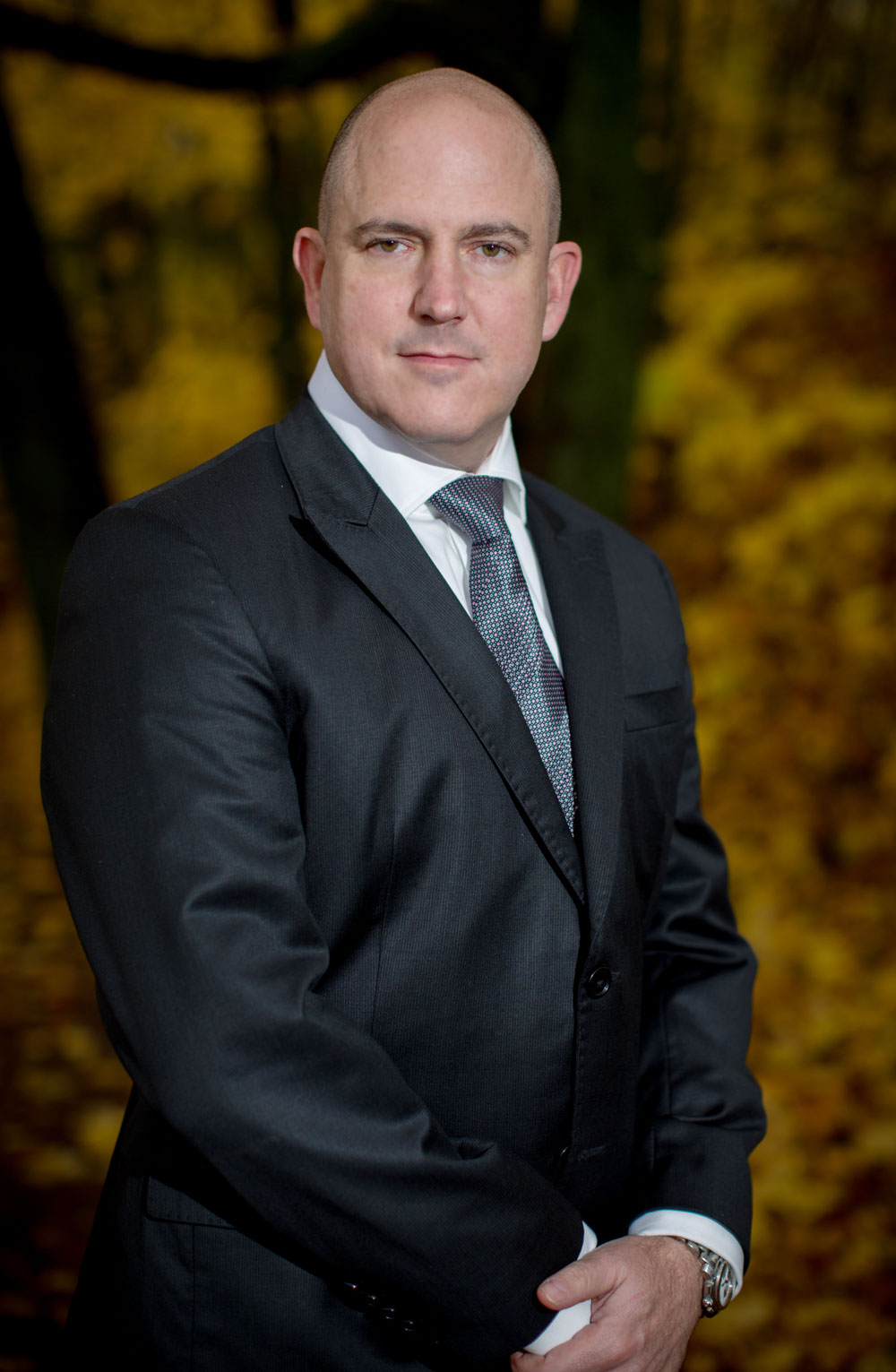
John Mark Dougan (2016)

John Mark Dougan (* 15. Dezember 1976 in Wilmington, Delaware) ist ein ehemaliger US-amerikanischer Polizist, der zum Hacker, Verschwörungstheoretiker und Einflussagenten der russischen Regierung wurde. Er war Deputy Sheriff des Palm Beach County und lief 2017 nach Russland über, wo er Asyl erhielt und sich in den Dienst des Kreml stellte. Er soll hier ein Netzwerk an Desinformationsseiten aufgebaut haben.

## Leben
Laut den Angaben seiner Website trat Dougan 1996 den United States Marine Corps bei und diente dort vier Jahre lang. Nach seinem Ausscheiden verdiente er sich als Pferdehändler und gründete ein Datenbank-Design-Unternehmen, bevor er begann als Polizist zu arbeiten und Deputy Sheriff im Palm Beach County in Florida wurde. Dougan behauptete später, innerhalb des Sheriffs Department Zeuge von Korruption und kriminellen Verwicklungen geworden zu sein. Er verließ das Department 2008, nachdem er Kollegen wegen Gewalt und Verletzung von Vorschriften gemeldet hatte. 2009 wurde er endgültig entlassen, nachdem innerhalb der Polizei Vorwürfe wegen sexueller Belästigung gegen Dougan erhoben wurden.
Er begann nun einen internen Rachefeldzug gegen das Sheriffs Department und das FBI, welches er als korrupt bezeichnete. So lockte er Sheriff Ric Bradshaw in eine Falle. Er gab sich mithilfe eines Stimmverstellers als Frau aus und entlockte Bradshaw das Eingeständnis, dass er nicht immer das Gesetz einhalte. Er erstellte auch eine Website namens PBSOTalks, wo Dougan und andere anonym Beschwerden und sensible Informationen über lokale Beamte in Florida veröffentlichen, wodurch zahlreiche Privatadressen von Polizisten, Richtern und anderen Beamten geleakt wurden. 2013 reiste Dougan erstmals nach Russland, wo er sich mit Pawel Borodin traf, einem engen Vertrauten von Wladimir Putin. Er stand zu diesem Zeitpunkt bereits unter Beobachtung der Sicherheitsbehörden in den USA.
Dougan begann sich nach seinem Besuch in Russland unter dem Pseudonym BadVolf (БадВолф) als russischer Hacker auszugeben. Unter dieser Tarnidentität veröffentlichte er illegal abgehörte Telefonate sowie andere sensible Daten im Internet. 2016 kam ihm das FBI schließlich auf die Schliche und sein Haus wurde durchsucht. Dougan setzte sich schließlich über Kanada nach Russland ab, wo er Asyl erhielt und sich als Opfer einer korrupten Justiz darstellte. 2018 wurde im Palm Beach County Anklage gegen ihn wegen illegalen Abhörmaßnahmen und Erpressung erhoben. In seiner neuen Heimat wurde Dougan die russische Staatsbürgerschaft verliehen und er erhielt als Überläufer sorgfältig inszenierte Propagandaauftritte auf dem Staatssender Russia Today.
Im Exil stellte Dougan eine Reihe von Behauptungen auf. So gab er 2019 gegenüber der britischen Sun an, über kompromittierendes Material (darunter Sextapes von berühmten Persönlichkeiten) zu verfügen, welche von Jeffrey Epstein stammen sollen, der 2006 von der Palm Beach Police verhaftet worden war. Der Polizeidirektor Joseph Recarey (der kurz darauf unerwartet verstarb) soll diese Dougan übergeben haben, der sie kopiert und später nach Russland gebracht haben soll. Er behaupte, auch hinter dem Hackerangriff auf das Democratic National Committee im Juni/Juli 2016 gesteckt zu haben, durch den zahlreiche interne E-Mails der Demokraten auf WikiLeaks landeten. Diese Behauptung wurde allerdings als wenig glaubwürdig eingestuft.
In Russland soll Dougan mit dem Militärgeheimdienst GRU und Aleksandr Dugin zusammengearbeitet haben, um Wahlen in Europa und den Vereinigten Staaten zu beeinflussen. So soll er an der Verbreitung von Deepfakes und KI-Videos beteiligt gewesen sein, um Kamala Harris bei den US-Präsidentschaftswahlen 2024 zu schaden. 2024 wurden ihm über 150 Webseiten zugeordnet, die kremlfreundliche Propaganda, Verschwörungstheorien und Desinformation verbreiteten. Diese waren als Lokalnachrichten getarnt und enthielten oft mithilfe von KI erstellte Inhalte. Er soll auch über 100 deutschsprachige KI-generierte Webseiten erstellt haben, um die deutsche Bundestagswahl 2025 zu beeinflussen.